# 新疆鲁泰棉业有限责任公司
新疆鲁泰棉业有限责任公司，是中华人民共和国新疆维吾尔自治区阿克苏地区阿瓦提县下辖的一个类似乡级单位

## 行政区划
新疆鲁泰棉业有限责任公司下辖以下地区：
十二分场、一分场、二分场、三分场、四分场、五分场、七分场、八分场、九分场、十分场、十一分场、十三分场、十四分场、十五分场、东萨依拉特村、西萨依拉特村、团结新村、六分场和园艺队。